# Bistum Volterra
Das Bistum Volterra (lat.: Dioecesis Volaterrana, ital.: Diocesi di Volterra) ist eine in Italien gelegene römisch-katholische Diözese mit Sitz in Volterra.

## Geschichte
Das Bistum Volterra wurde im 5. Jahrhundert errichtet und dem Heiligen Stuhl direkt unterstellt. Am 1. August 1856 wurde das Bistum Volterra durch Papst Pius IX. mit der Apostolischen Konstitution Ubi primum dem Erzbistum Pisa als Suffraganbistum unterstellt.

## Weblinks

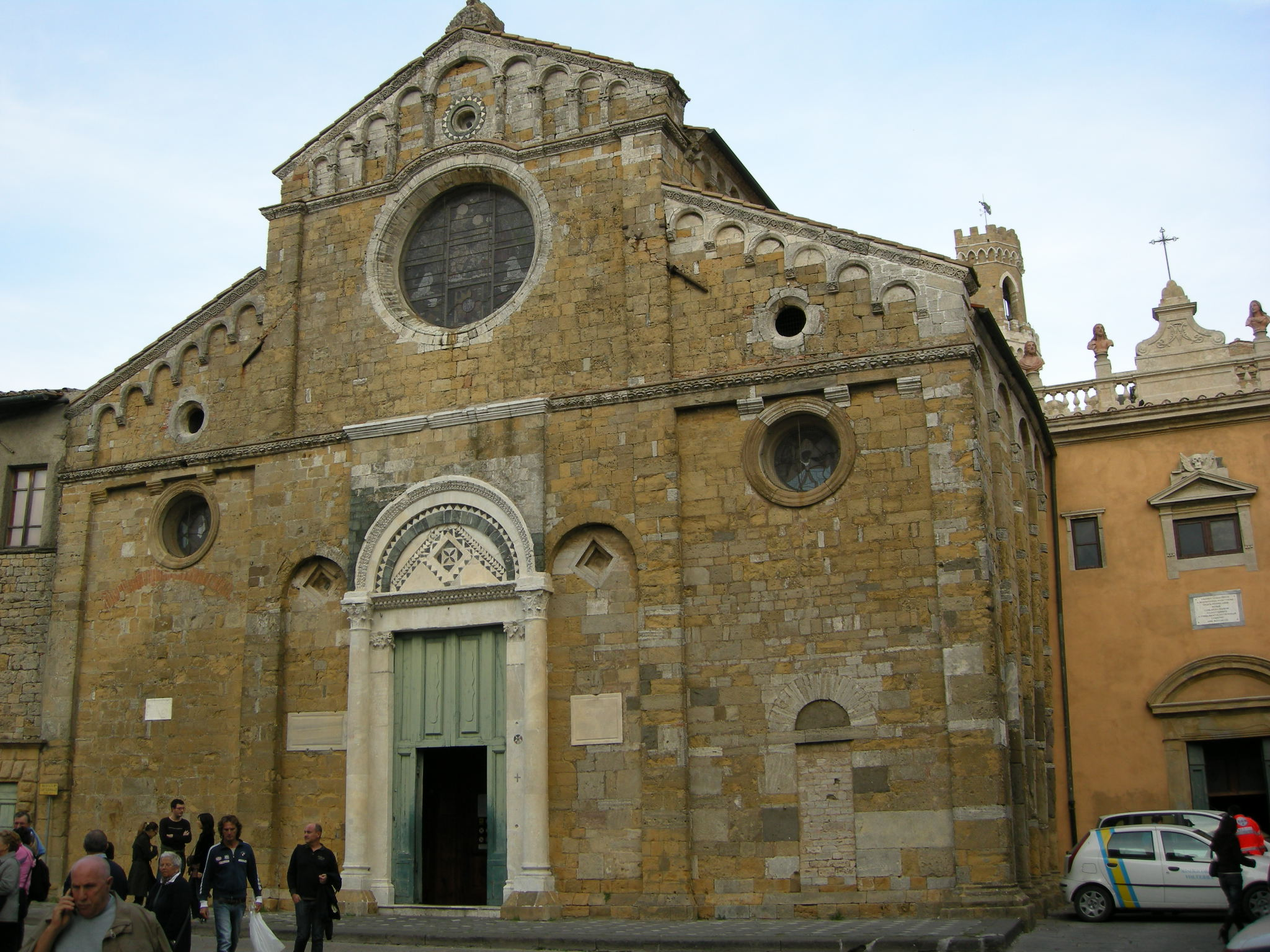
Kathedrale Santa Maria Assunta in Volterra